# Молодожёны (телесериал, 2003)
Молодожёны: Ник и Джессика (англ. Newlyweds: Nick & Jessica) — телевизионное реалити-шоу, спродюсированное и показанное MTV. Оно показывало жизнь тогдашних мужа и жены Ника Лаше и Джессики Симпсон. Шоу стартовало в августе 2003 и шло 4 сезона, всего 41 эпизод. Последний сезон начался 26 января 2005, а последний эпизод показан 30 марта 2005.
Шоу имело огромный успех и стало феноменом поп-культуры. В 2005 году «Молодожёны» получили премию People’s Choice Award в категории «лучшее реалити-шоу».
Симпсон и Лаше поженились 26 октября 2002 и подали на развод 16 декабря 2005. 30 июня 2006 Джессика и Ник были разведены.
Одна из «фишек» этого шоу — демонстрация глупости и невежества Симпсон, игра на популярном стереотипе «тупая блондинка». Джессика удивила зрителей своими «знаниями» в области кулинарии. Певица засомневалась в том, что тунец — это рыба, так как была уверена, что это курица. Это продемонстрировано в первом эпизоде, в котором Симпсон спросила Ника, указывая на банку с тунцом, — «Это цыплёнок или рыба? Я знаю, что это — тунец, но здесь указано, что это „цыплёнок … морской“.»
Цель реалити-шоу — показать зрителям во всех подробностях закулисную жизнь сладкой поп-парочки, молодожёнов Джессики Симпсон и Ника Лаше (бывшего участника группы «98 Degrees»). Они богаты и красивы, но проблемы у них такие же, как и у всех молодожёнов.

## Происхождение и результаты
Шоу было изначально предназначено для Майкла Джексона и Лизы Марии Пресли, но пара решила не продолжать участие в проекте после начала подготовки съёмок. Шоу было отложено до 2002, когда отец Джессики и по совместительству её менеджер, Джо Симпсон, обратился на MTV с предложением о продюсировании шоу, в котором главную роль исполняли бы его дочь и её новый муж. Они поженились в октябре 2002 года. Тогда Джессика публично заявила, что оставалась девственницей вплоть до её первой брачной ночи. Но счастье молодой семьи не было долгим, и они официально развелись 16 декабря 2005 года, указав причину развода, как «непримиримые разногласия».
Когда Симпсон спросили, почему она захотела сделать такое шоу на MTV, она ответила, что это должно было помочь продвижению её нового альбома «In This Skin». Реалити-шоу, совпавшее с выпуском альбома, сначала не помогло продажам альбома Джессики, поскольку он дебютировал 10-м в чартах Billboard и быстро опустился вниз.
Однако, в течение первого сезона популярность Джессики начала расти, так как многие из её «тупых блондинских» проделок принесли ей большую известность. К концу 2003 Симпсон и Лаше стали общеизвестными людьми. Лейбл Джессики решил выпустить второй сингл «With You», чтобы посмотреть, как его воспримут на радио теперь, когда Симпсон стала известна.
Популярность первого сезона шоу была огромной. После него выпустили два продолжения, а Джессика записала несколько альбомов.
Проект имел грандиозный успех, сделав молодую девушку ещё более популярной.
Сингл начал подниматься в чартах, и Columbia Records, принимая во внимание колоссальный всплеск популярности Джессики Симпсон, решила перевыпустить «In This Skin» в начале 2004. «In This Skin» достиг второй позиции в чартах Billboard, частично благодаря её шоу. В состав сингла «In This Skin» входило видео из «Молодожёнов», что помогло синглу стать одним из самых больших хитов её карьеры.

## Актёрский состав
| Актёр             | Роль        |
| ----------------- | ----------- |
| Джессика Симпсон  | 40 эпизодов |
| Ник Лаше          | 40 эпизодов |
| Дрю Лаше          | 26 эпизодов |
| Тина Симпсон      | 22 эпизода  |
| Ли Лаше           | 17 эпизодов |
| Кейсии Кобб       | 16 эпизодов |
| Джо Симпсон       | 15 эпизодов |
| Эшли Симпсон-Венц | 5 эпизодов  |

## Эпизоды

### Сезон 1
Вступительный сезон, показанный с 19 августа 2003 по 14 октября 2003.
- Морская курица
- Молодожёны отправляются в поход
- Молодожёны идут, играя в гольф
- Крылья Баффало
- Молодожёны украшают
- Видеоохота
- День рождения Молодожёнов
- Обед Джессики Кукс

### Сезон 2
- Годовщина
- 30-й день рождения Ника
- Магазин Молодожёнов
- Французский язык
- Дуэт
- Рождество Молодожёнов
- «Десерт» Джессики
- Глупости Щенка
- Каникулы Молодожёнов
- День святого Валентина
- Кейси Приближается

### Сезон 3
- Несогласованная тройка
- Знаменитость выходит
- Хирургия глаза
- Ребёнок Молодожёнов
- Дерби штата Кентукки
- Ник и Джо
- Путешествующие Молодожёны
- Лужайка Ника
- Молодожёны

#### Особое
- С днём рождения, Джессика! С любовью, Ник

### Сезон 4
- Молодожёны: двухлетняя годовщина
- Джесс Джетс
- Обучение Маргаритки
- Придурки из Хаззарда
- Оранжевый шар
- Уикэнд мальчиков в Cabo
- Молодожёны снова вместе
- Бюджет Дня святого Валентина
- Финал сериала «Молодожёны»